# Mrowinek
Mrowinek – jezioro w woj. wielkopolskim, w powiecie chodzieskim, w gminie Margonin, leżące na terenie Pojezierza Chodzieskiego.

## Dane morfometryczne
Powierzchnia zwierciadła wody wynosi 3,5 ha.

## Hydronimia
Według spisu opracowanego przez Komisję Nazw Miejscowości i Obiektów Fizjograficznych (KNMiOF) nazwa tego jeziora to Mrowinek. W różnych publikacjach i na mapach topograficznych jezioro to występuje pod nazwami obocznymi Murwinek lub Marwinek.
Dane z państwowego rejestru nazw geograficznych podają oboczne nazwy tego jeziora: Murwinek i  Marwinek.